# Albuca schoenlandii
Albuca schoenlandii är en sparrisväxtart som beskrevs av John Gilbert Baker. Albuca schoenlandii ingår i släktet Albuca och familjen sparrisväxter. Inga underarter finns listade i Catalogue of Life.